# كيرون كادوجان
كيرون كادوجان (بالإنجليزية: Kieron Cadogan)‏ هو لاعب كرة قدم بريطاني في مركز نصف الجناح، ولد في 3 أغسطس 1990 في توتينغ ‏ في المملكة المتحدة. لعب مع غايس غوتنبرغ وكريستال بالاس ونادي ألدرشوت تاون ونادي بارنت ونادي بيرتن ألبيون ونادي روذرهام يونايتد.

## وصلات خارجية
- كيرون كادوجان على موقع اتحاد السويد (السويدية)
- كيرون كادوجان على موقع قاعدة بيانات كرة القدم.إي يو (الإنجليزية)
- كيرون كادوجان على موقع Soccerbase.com (لاعب) (الإنجليزية)
- كيرون كادوجان على موقع Soccerway.com (الإنجليزية)